# Associação Internacional de Seguridade Social
A Associação Internacional de Seguridade Social (International Social Security Association, em inglês) é uma organização internacional que reune órgão de seguridade social de todo o mundo, com o objetivo de cooperar, a nível internacional, a promoção e o desenvolvimento da seguridade social no mundo para melhorar a situação social e econômica da população, baseando-se na justiça social.
A AISS tem sede em Genebra, na Suíça, e é formada por departamentos governamentais e organizações, instituições e agências que administram a seguridade social ao redor do mundo. A organização fundada em 1927, por representantes de companhias mutuas de seguro e as casas de seguro de enfermidade presentes na X Conferência Internacional do Trabalho.